# 金裕陵
裕陵，是中国金朝第六代皇帝金章宗的父亲完颜允恭的陵墓。
大定二十五年（1185年）六月庚申金世宗太子完颜允恭去世。十一月庚寅葬於大房山（今北京市房山区）。大定二十九年（1189年），其子金章宗即位。五月甲午，追谥号体道弘仁英文睿德光孝皇帝，庙号显宗。五月丁酉，祔於太庙，陵号裕陵。明朝末年，因为后金反明，被明朝政府破坏。